# 京急サニーマート
京急サニーマート（けいきゅうサニーマート）は、神奈川県横浜市金沢区泥亀一丁目に2019年3月まで存在した、3棟からなる京浜急行電鉄株式会社のショッピングモールである。2019年4月からは、飲食店を中心とした、サニーマートとして1棟のビルが営業。
この項目では、京浜急行電鉄が運営する、かつて存在した京急ハウツ（けいきゅうハウツ）についても記述する。

## 歴史
かつてハス田が広がっていた泥亀は、横浜市が都市計画事業として警察署・区役所・約1000戸の公務員住宅等、文教地区にすることを計画していた。そこで京浜急行電鉄の系列会社である京急興業と日本住宅公団の協力を受けて一大大型商業施設を建設することを決定。これが八景団地を兼ね備えた「京急サニーマート」である。京急興業は、地元住民のみを顧客層にせず、横浜市郊外から三浦半島にかけてを商圏とし、車での買い物客を狙って駐車場を2ヶ所設置。ドライブインも設けるなど郊外型ショッピングセンターの性格を持ち合わせたショッピングセンターとすることを決定した。一方で、建物の上の階を公団住宅にするため日本住宅公団と提携。3棟に623戸の住宅が作られる事で決定した。横浜市側がハス田の247万5000㎡を1965年から埋め立て工事を進めており、1967年7月21日に着工、1968年9月に完成し、同年10月に開業した。総工費は15億円。
開業当時はA棟、B棟、C棟から成り、2階の国道16号線側にA棟からC棟までを結ぶ幅2.7mのペデストリアンデッキ（遊歩道）も建設された。開業当初のテナント出店数は94。A棟には京浜百貨店、B棟には東光ストア、C棟には京浜急行直営のドライブインレストラン「ローリエ」を中核としていた。
開業以来、地元住民だけでなく遠方の住民にも親しまれてきた京急サニーマートだったが、この後、同区で競合店が相次いで開業することとなる。先ず、1972年に金沢文庫駅前に区内初のGMS（総合スーパー）店舗でボウリング場を組み入れた「ユニー金沢文庫店」（現:アピタ金沢文庫店）が、1991年にはサニーマートと同じ泥亀で日本製鋼所横浜製作所跡地に区内最大の店舗面積を誇る「金沢八景プランタン」（現:イオン金沢八景店）が、さらに、2000年には能見台駅前に「イトーヨーカドー能見台店」が開業した。
全国有数のスーパーマーケットの激戦区と化した金沢区で、京急サニーマートは対策を迫られる形となった。ライフスタイルに対応するべく、1994年1月に全棟閉館し、約38億円をかけてリニューアル工事を行った。「棟」の名称は「館」となり、A館には大型総合ホームセンターの「京急ハウツ」、B館には京急ストア、C館にはフードコートとなった。
2018年3月にはC館がリニューアル工事のため閉鎖し、2019年4月1日、旧C館を飲食店を中心とするサニーマートとしてリニューアルオープン。他方、A館とB館は2019年3月18日に営業を終了した。A・B館については解体が予定されているが、跡地活用は未定となっている。
2022年10月にはB棟の跡地はユニクロ金沢八景店と同店の駐車場として、A棟の跡地はPRIME PARKS（プライムパークス横浜並木　ザ・レジデンス）の建物および駐車場に活用された。

## 入居する店舗
- 笠原歯科医院
- Kids Duo
- くら寿司
- デニーズ
- ドミノ・ピザ
- 肉匠坂井
- 麺や魁星Annex フード＆ガーデン酒場

## かつて存在した主な専門店
- 京浜百貨店
- 肉の宝屋
- 小田薬局
- ローリエ
- 同福飯店
- ガオス
- クロカワスポーツ
- TSUTAYA
- 勝田書店
- ひろしや
- サニー飯店
- 小学館アカデミー
- ヨシト動物病院
- リンガーハット
- サーティワンアイスクリーム
- 京急ストア - 閉店後の2020年2月28日にウィングキッチン金沢八景3階に金沢八景店を開店している[7]。
- 京急ハウツ・ワンハウツ - 能見台に移転"生活雑貨館ハウツ"として開店している。ペットなど生体はない。
- マツモトキヨシ - 閉店後の2020年4月1日に金沢八景店を開店している。
- ダイソー
- マクドナルド
- 紅龍小吃

## 沿革
- 1967年（昭和42年）7月21日 - 着工。
- 1968年（昭和43年）9月 - 完成。
- 1968年（昭和43年）10月1日 - 京急サニーマート開業。
- 1994年（平成6年）1月 - 全棟リニューアルのため閉館。
- 1994年（平成6年）4月22日 - B館とC館の一部が開業。
- 1994年（平成6年）7月29日 - 全館グランドオープン。
- 2005年（平成17年）8月24日 - マツモトキヨシとのFC店を開業。
- 2019年（平成31年）3月18日 ‐ A館とB館が閉業。
- 2019年（平成31年）4月1日 ‐ 旧C館をサニーマートとしてリニューアルオープン。

## 京急ハウツ
京急ハウツは、DIY用品を扱う「京急ハウツ」、地域最大級のペットショップ「ワンハウツ」で構成されているサニーマートのみの店であった。2019年3月18日に閉店した。なお、その後2019年4月25日に京急ストア能見台店内にホームセンター生活雑貨館ハウツが開店している。
上述の通り、競合店が多数出店してきた金沢区で、サニーマートと京浜急行が新たに取り組むことになったのはホームセンター事業だった。ホームセンター事業なら競合店も同区にはほぼ存在せず、高成長を遂げている業態であった為、着目された。投資額は10億円。これは京浜急行の会社本体が小売業に取り組む初のケースともなった。ノウハウの蓄積次第で1996年にも他地域で2号店の開店も予定していた。
2002年には、京浜急行電鉄本体からHC事業を分離し、新たに株式会社 京急ハウツを設立した（2018年10月1日に株式会社京急ストアへ吸収合併）。
一部地域のみ出張サービス「お助けハウツマン」を行っている。2005年7月には大手ドラッグストアチェーンのマツモトキヨシとFC契約を結ぶ役割を果たし、同年8月24日にA館にマツモトキヨシを開業した。なお、マツモトキヨシのFC1号店は当店である。

## アクセス

### 電車
- 京急本線金沢文庫駅
- 京急本線金沢八景駅
- 京急逗子線金沢八景駅
- 金沢シーサイドライン金沢八景駅

### バス
京浜急行バス・横浜市営バスの「金沢区総合庁舎前」が最寄となる。ただし、発着する本数が少ないので注意が必要である。